# Bexe (Río)
Bexe es una aldea actualmente despoblada, situada en la parroquia de Cabanas, del municipio español de Río, en la provincia de Orense, Galicia.